# شهرستان کاران
شهرستان کاران یک منطقهٔ مسکونی در سومالی است که در بنادر واقع شده‌است.